# سان خيرمان (بورتوريكو)
سان خيرمان (بالإنجليزية: San Germán zona urbana, Puerto Rico)‏ هي منطقة سكنية تقع بولاية بورتوريكو في الولايات المتحدة. تبلغ مساحتها 141.18 كم2، وترتفع عن سطح البحر 160.9344 م، بلغ عدد سكانها 10,989 نسمة في عام 2010 حسب إحصاء مكتب تعداد الولايات المتحدة وتصل الكثافة السكانية فيها 77.8 نسمة لكل كيلومتر مربع (201.5/ميل2).

## التركيبة السكانية
حدّد مكتب تعداد الولايات المتحدة بيانات التركيبة السكانية لسان خيرمان في تعداد الولايات المتحدة. في ما يلي، التركيبة السكانية حسب تعدادي 2000 و2010.

### تعداد عام 2000
بلغ عدد سكان سان خيرمان 12,033 نسمة بحسب تعداد عام 2000، وبلغ عدد الأسر 4,381 أسرة وعدد العائلات 3,184 عائلة مقيمة في المنطقة السكنية. في حين سجلت الكثافة السكانية 85.2 نسمة لكل كيلومتر مربع (220.7/ميل2). وبلغ عدد الوحدات السكنية 4,848 وحدة بمتوسط كثافة قدره 34.3 لكل كيلومتر مربع (88.8/ميل2).
وتوزع التركيب العرقي للمنطقة السكنية بنسبة 87.92% من البيض و4.87% من الأمريكيين الأفارقة و0.22% من الأمريكيين الأصليين و0.16% من الأمريكيين ذوي الأصول الآسيوية و0.01% من سكان جزر المحيط الهادئ و2.98% من الأعراق الأخرى و3.85% من عرقين مختلطين أو أكثر و98.23% من الهسبانيون أو اللاتينيون من أي عرق.
بلغ عدد الأسر 4,381 أسرة كانت نسبة 36.9% منها لديها أطفال تحت سن الثامنة عشر تعيش معهم، وبلغت نسبة الأزواج القاطنين مع بعضهم البعض 47.1% من أصل المجموع الكلي للأسر، ونسبة 22% من الأسر كان لديها معيلات من الإناث دون وجود شريك، بينما كانت نسبة 3.5% من الأسر لديها معيلون من الذكور دون وجود شريكة وكانت نسبة 27.3% من غير العائلات. تألفت نسبة 25% من أصل جميع الأسر من عدة أفراد يعيشون في نفس المنزل ونسبة 12.5% كانت تتألف من شخص يعيش بمفرده يبلغ من العمر 65 عاماً أو أكثر. وبلغ متوسط حجم الأسرة المعيشية 2.63، أما متوسط حجم العائلات فبلغ 3.15.
بلغ العمر الوسطي للسكان 34.8 عاماً. وكانت نسبة 24.3% من القاطنين تحت سن الثامنة عشر، وكانت نسبة 9.2% بين الثامنة عشر والرابعة والعشرين عاماً، ونسبة 24.5% كانت واقعةً في الفئة العمرية ما بين الخامسة والعشرين والرابعة والأربعين عاماً، ونسبة 21.6% كانت ما بين الخامسة والأربعين والرابعة والستين، ونسبة 16.1% كانت ضمن فئة الخامسة والستين عاماً فما فوق. يوجد لكل 100 أنثى 86.0 ذكر، ويوجد لكل 100 أنثى في الثامنة عشر من عمرها فما فوق 81.2 ذكر.
بلغ متوسط دخل الأسرة في المنطقة السكنية 13,473 دولارًا، أما متوسط دخل العائلة فبلغ 17,845 دولارًا. وكان متوسط دخل الذكور 15,306 دولارًا مقابل 16,462 دولارًا للإناث. وسجل دخل الفرد الخاص بالمنطقة السكنية 8,240 دولارًا. وكانت نسبة 39.9% من العائلات ونسبة 45.5% من السكان تحت خط الفقر، وكان من هؤلاء نسبة 61.5% تحت سن الثامنة عشر ونسبة 39.6% في الخامسة والستين من العمر وما فوق.

### تعداد عام 2010
بلغ عدد سكان سان خيرمان 10,989 نسمة بحسب تعداد عام 2010، وبلغ عدد الأسر 4,463 أسرة وعدد العائلات 2,843 عائلة مقيمة في المنطقة السكنية. في حين سجلت الكثافة السكانية 77.8 نسمة لكل كيلومتر مربع (201.5/ميل2). وبلغ عدد الوحدات السكنية 5,303 وحدة بمتوسط كثافة قدره 37.6 لكل كيلومتر مربع (97.4/ميل2).
وتوزع التركيب العرقي للمنطقة السكنية بنسبة 84.42% من البيض و5.26% من الأمريكيين الأفارقة و0.28% من الأمريكيين الأصليين و0.14% من الأمريكيين ذوي الأصول الآسيوية و7.88% من الأعراق الأخرى و2.02% من عرقين مختلطين أو أكثر و98.94% من الهسبانيون أو اللاتينيون من أي عرق.
بلغ عدد الأسر 4,463 أسرة كانت نسبة 29% منها لديها أطفال تحت سن الثامنة عشر تعيش معهم، وبلغت نسبة الأزواج القاطنين مع بعضهم البعض 35.7% من أصل المجموع الكلي للأسر، ونسبة 23.1% من الأسر كان لديها معيلات من الإناث دون وجود شريك، بينما كانت نسبة 4.9% من الأسر لديها معيلون من الذكور دون وجود شريكة وكانت نسبة 36.3% من غير العائلات. تألفت نسبة 32.9% من أصل جميع الأسر من عدة أفراد يعيشون في نفس المنزل ونسبة 17.5% كانت تتألف من شخص يعيش بمفرده يبلغ من العمر 65 عاماً أو أكثر. وبلغ متوسط حجم الأسرة المعيشية 2.36، أما متوسط حجم العائلات فبلغ 2.99.
بلغ العمر الوسطي للسكان 40.5 عاماً. وكانت نسبة 20.7% من القاطنين تحت سن الثامنة عشر، وكانت نسبة 12.4% بين الثامنة عشر والرابعة والعشرين عاماً، ونسبة 22% كانت واقعةً في الفئة العمرية ما بين الخامسة والعشرين والرابعة والأربعين عاماً، ونسبة 23.2% كانت ما بين الخامسة والأربعين والرابعة والستين، ونسبة 21.7% كانت ضمن فئة الخامسة والستين عاماً فما فوق. وتوزع التركيب الجنسي للسكان بنسبة 46.3% ذكور و53.7% إناث.

## وصلات خارجية
- الموقع الرسمي